# Ajuntament d'Artesa de Segre
L'Ajuntament d'Artesa de Segre és una obra amb elements eclèctics d'Artesa de Segre (Noguera) inclosa a l'Inventari del Patrimoni Arquitectònic de Catalunya.

## Descripció
Gran casal amb tipologia d'edifici públic. Voluntat d'aïllament i implantació a la trama amb alineació pròpia i diferent dels altres edificis. Les façanes de les quals donen a la plaça pública més gran del poble on hi ha també d'altres edificis institucionals. Façana simètrica que remarquen la planta baixa amb un ràfec i una porxada d'arc de mig punt. Primer pis amb balconada i llindes de pedra i planta alta amb un seguit de finestres amb arcuacions i suports de pilars de pedra. Teulada amb bigues de fusta i teula àrab.

## Història
Arranjament per part de regions devastades realitzat l'any 1977.